# Ферма Polyface
Ферма Polyface — ферма, расположенная в селе Свуп, штат Вирджиния, США. Она была основана Джоелем Салатиным и его семьей. Ферма ведется с использованием нетрадиционных методов с целью «эмоционально, экономически и экологически улучшить сельское хозяйство». На этой ферме Салатин разработал и применил на практике многие из своих наиболее важных методов ведения сельского хозяйства. К ним относятся прямой сбыт мяса и продуктов потребителям, выпас птицы, говядина травяного откорма и метод севооборота, который делает его ферму более похожей на экологическую систему , чем на обычное сельское хозяйство. Ферма Polyface управляет фермерским магазином на территории, куда покупатели приходят за своей продукцией.

## Используемые методы
Известность ферме и связанному с ней бизнесу принесли используемые нетрадиционные методы, разработанные Салатиным. К ним относятся прямой маркетинг мяса и производство для потребителя, выпас птицы, говядина из скота, который кормится травой, а также метод переездов, который делает его ферму более похожей на экологическую систему. Так, загон для цыплят ежедневно переезжает с места на место, что позволяет сохранять экосистему и повышает возможности природной кормовой базы.
На ферме Polyface есть выделенное место, куда приходят потребители за своей продукцией. Несмотря на то, что Салатин не распространяет продукцию через удалённые супермаркеты, в ресторанах округи можно заказать блюдо из продукции его фермы.
Салатин призывает людей покупать товары на месте, чтобы спасти малый бизнес. Салатин считает, что потребителям полезно знать своих фермеров и откуда они получают продукты питания.
Салатин говорит, что его христианская вера определяет то, как он выращивает и забивает животных на своей ферме площадью 500 акров (2,0 км2). Он считает своей обязанностью почитать животных как существа, отражающие Божью любовь, и считает, что его метод - прославлять любовь Бога. В книге «Дилемма всеядного » Салатин цитируется как оправдывающий убийство животных ради мяса , потому что «у людей есть душа, а у животных нет… Когда они умирают, они просто умирают».
Салатин строит экосистему своей фермы на принципе наблюдения за деятельностью животных в природе и максимально точного имитации этих условий. Салатин пасет свой скот на открытом воздухе на небольших пастбищах, огороженных электрифицированным ограждением, которое каждый вечер легко перемещать по установленной ротационной системе выпаса. Навоз удобряет пастбища и позволяет ферме Polyface выпасать примерно в четыре раза больше скота, чем на обычной ферме, что также позволяет экономить затраты на корма.  Небольшой размер пастбищ вынуждает крупный рогатый скот «толпать стадо» или поедать всю траву.
Компания Polyface занимается разведением крупного рогатого скота, мясных кур, несушек, свиней, индеек и кроликов. Разнообразие в производстве позволяет лучше использовать траву, разрывает циклы патогенов и создает множество источников дохода.  Мясные цыплята содержатся в переносных полевых укрытиях, которые ежедневно перемещаются в свежий «салатный бар» с новой травой и вдали от вчерашнего помета. Весь навоз куры разносят прямо на поле. Его цыплята-несушки размещаются в передвижных курятниках-прицепах (так называемых «яйцемобилях»), которые следуют через четыре дня после крупного рогатого скота, когда окукливаются мухи в навозе ; от этого цыплята получают 15% корма. Собирая куколок, куры также разбрасывают по полю коровий навоз.
Салатин считает, что «если вы чувствуете запах навоза [на животноводческой ферме], вы чувствуете запах плохого управления». Поэтому делается все возможное, чтобы трава впитала в себя все удобрения, оставленные животными. Если животных необходимо держать внутри (например, для высиживания молодых цыплят), Салатин рекомендует обеспечить глубокую подстилку из древесной щепы или опилок, чтобы зафиксировать все питательные вещества и запах до тех пор, пока их можно будет разложить на поле, где компост можно будет использовать для травы.
Пастбища, сарай и фермерский дом Салатина расположены на земле под близлежащим прудом, который «питает ферму» за счет трубопроводов длиной 15 миль (24 км). Салатин также заготавливает 450 акров (1,8 км2) лесных массивов и использует пиломатериалы для строительства хозяйственных построек.  Один из принципов Салатина заключается в том, что «растениям и животным должна быть предоставлена среда обитания, которая позволит им проявить свои физиологические особенности. Уважение и почитание свиноподобных качеств свиньи является основой здоровья общества».
Хотя Salatin не продается в супермаркетах и не доставляется на большие расстояния, продукцию Polyface можно приобрести в ресторанах (включая Chipotle и Staunton's Zynodoa) и у местных продавцов продуктов питания в полудне езды от фермы.

## Критика
Салатин подвергается критике со стороны птицевода Фрэнка Риза в книге Джонатана Сафрана Фоера «Поедание животных» [14] за выращивание промышленных птиц , а не традиционных птиц. Риз говорит о Polyface: «Джоэл Салатин занимается промышленными птицами. Позвоните ему и спросите. И он отправляет их на пастбище. Это не имеет значения. Это все равно, что выставить сломанную Honda на автобан и сказать, что это Porsche». [15] Салатин утверждает, что это утверждение не совсем верно. Polyface использует традиционные породы для производства яиц. Однако для мясных птиц Салатин использует Корнуоллскую помесь , тот же тип птиц, который используется в промышленной системе. Салатин откровенно признается в своей книге « Настоящий экстаз сумасшедшего фермера» , что производство мяса птицы в настоящее время является наименее устойчивым аспектом фермы. Далее Салатин говорит, что он с нетерпением ждет того дня, когда покупатели захотят покупать (и он сможет выращивать) непромышленную мясную птицу. Критика Риза также направлена на точку зрения Майкла Поллана из его книги « Дилемма всеядного» , в которой принципы ведения сельского хозяйства Polyface изображены как образцовые и устойчивые. Салатин подтвердил в интервью The Observer , что выращивает цыплят ненаследственных пород. Он объяснил, что он выращивал традиционных птиц в течение нескольких лет, но домашняя птица этих птиц не вызвала особого интереса у потребителей и, следовательно, была для него экономически невыгодной. [16]
Газета New York Times в своей статье «Пусть едят желуди» цитирует неуказанных, неуказанных и неизвестных лиц: «Некоторые говорят, что он обманывает идею устойчивого развития, скармливая своим свиньям зерно, которое он не выращивает сам. Другие утверждают, что меры по ограничению свободы являются единственный практический способ накормить мир, и что пасущиеся на пастбищах животные наносят больше вреда окружающей среде , чем принято считать в эпоху «от фермы к столу». [17]
После сельскохозяйственного сезона Polyface в 2019 году был запущен веб-сайт под названием «Один опыт многих» , который, как утверждается, управляется бывшими сезонными стажерами . На веб-сайте представлены как положительные, так и отрицательные отзывы о ферме и семье, которая ею управляет. Все рецензенты обсуждают некачественное жилье, которое, как утверждается, включает в себя известное пренебрежение стандартами качества воды и отравление 10 из 11 стажеров. Один из рецензентов, Эмма, сообщает о двух визитах в больницу из-за бактериальной инфекции из водопровода в доме, включая диагноз кампилобактериоза . Обвинения стажеров также включают грубое и манипулятивное поведение со стороны владельцев и руководителей ферм, а также низкую заработную плату и низкую образовательную ценность.

### Пандемия COVID-19
Polyface Farm неоднократно нарушала протоколы пандемии COVID-19, проводя различные собрания. Салатин регулярно высказывался в своем блоге «Размышления от сумасшедшего фермера», что COVID не представляет опасности.